# Casinaria albipalpis
Casinaria albipalpis är en stekelart som först beskrevs av Johann Ludwig Christian Gravenhorst 1829.  Casinaria albipalpis ingår i släktet Casinaria och familjen brokparasitsteklar. Utöver nominatformen finns också underarten C. a. aegyptiator.